# Milcov
Milcov è un comune della Romania di 1 735 abitanti, ubicato nel distretto di Olt, nella regione storica della Muntenia. 
Il comune è formato dall'unione di 4 villaggi: Milcovu din Deal, Milcovu din Vale, Stejaru, Ulmi.
La sede amministrativa è ubicata nell'abitato di Ulmi.
Nel 2004 si è staccato da Milcob il villaggio di Ipotești, divenuto comune autonomo.